# Благотворително дружество „Желево“
Благотворителното дружество „Желево“ (на английски: Zhelevo Brotherhood) е неполитическа организация на македонски българи, бежанци от костурското село Желево в Торонто, Канада.

## История
В началото на ХХ век е поставено начало на процеса на изселване на жителите на Желево в Северна Америка. Първоначално желевци само работят, а впоследствие се установяват трайно в САЩ и Канада. В Торонто, Канада първи се установяват братята Димитър и Христо Хаджипавлови, Спиро Додев и Кръсто Дибранов. След Илинденското въстание гурбетчилъкът отвъд Атлантика се засилва. През 1905 година 30 желевци пристигат на работа в Торонто. Благодарение на средствата, спечелени от желевци в Северна Америка, в годините преди Балканската война се забелязва видим напредък в селото – строят се къщи, купуват се земи и домашни животни. След Първата Световна война все повече желевци остават трайно в Канада. По някои оценки техният брой достига до около 400 семейства.
Към 1906 година преселниците от Желево създават спомагателно Желевско братство в Торонто. Фото Томев посочва като година на основаване на първото Желевско братство 1907. Негов председател е Атанас Марковски, касиер – Фото Марков. Скоро след това братството е закрито, но на 1 октомври 1921 година е създадено отново. За пръв председател е избран Търпо Стефов, а за секретар – Кръсто Петров. В дейността на братството се включват и патриаршисти. Целта на Желевското благотворително братството е да подпомага морално и материално своите членове. През 1929 година е учредено и Младежко дружество към Братството, но скоро след това е закрито. През 1948 година в Торонто е построен Желевски дом.